# Eladio Rivera
Eladio Felipe Rivera Peralta (Santiago, Chile, 13 de noviembre de 1989) es un futbolista chileno. 

## Clubes
| Club                 | País  | Año       |
| -------------------- | ----- | --------- |
| Audax Italiano       | Chile | 2008-2010 |
| Municipal La Pintana | Chile | 2010-2011 |
| Audax Italiano       | Chile | 2011-2012 |